# Pietro Ghersi

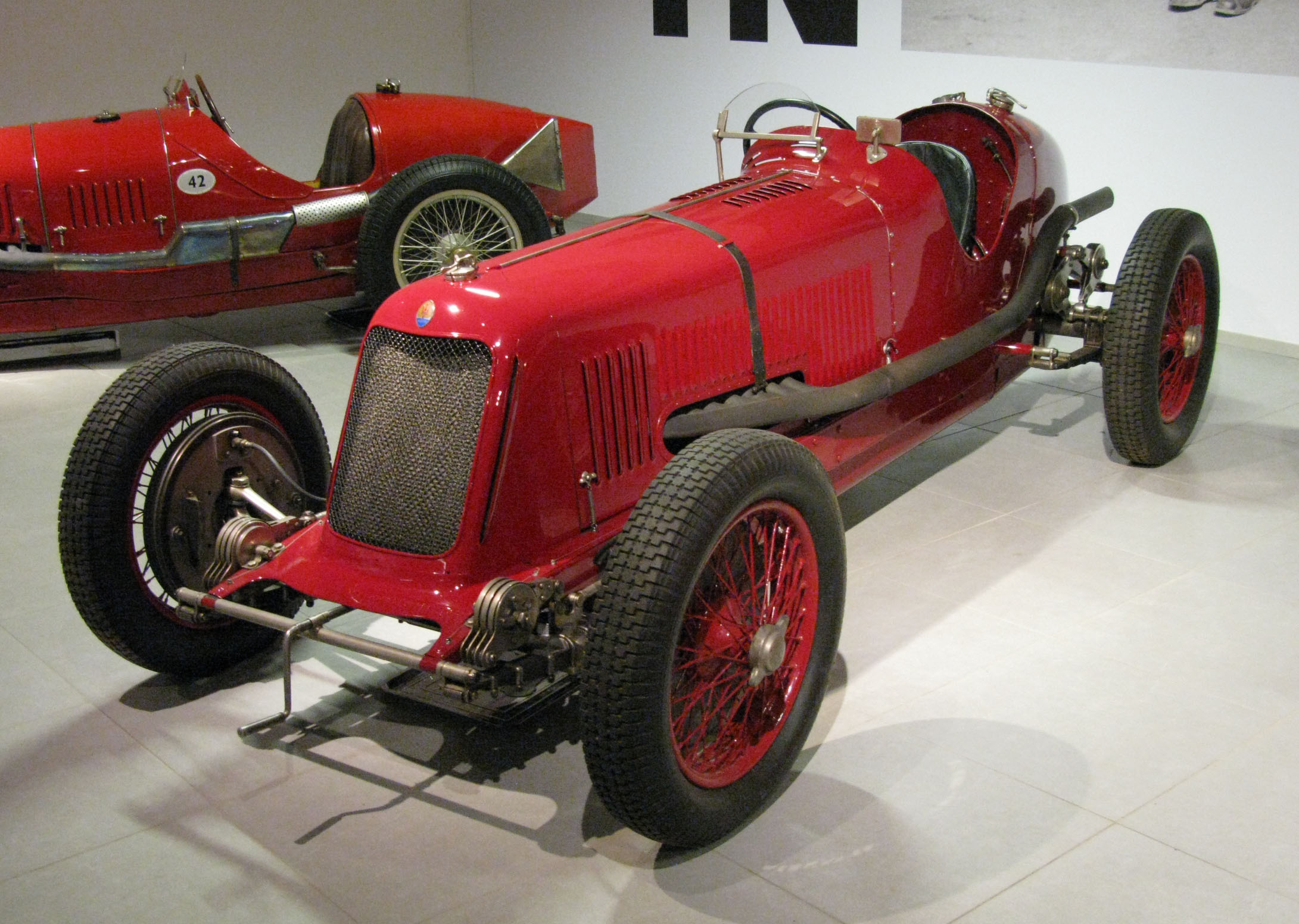
Maserati 8CM

Pietro Ghersi (Genua, 1899 - aldaar, 1 augustus 1972) was een Italiaans motor- en autocoureur.

## Carrière

### Motorfietsen
Pietro Ghersi won in 1924 op een Moto Guzzi de Circuito Del Lario race aan het Comomeer. In 1925 werd hij bij de vierde Grand Prix des Nations in Monza tweede in het Europees kampioenschap met een Norton achter Graaf Mario Revelli di Beaumont. In hetzelfde jaar won hij met een AJS het Italiaans kampioenschap in de 350 cc klasse. In 1928 won hij de 350 cc Grand Prix van Duitsland met een Norton.

#### Isle of Man TT
In 1926, 1929 en 1930 nam hij samen met zijn broer Mario en Luigi Arcangeli met Moto Guzzi deel aan de Isle of Man TT.

##### "The Guzzi incident"
In 1926 reed hij in de Lightweight TT de snelste raceronde met een Moto Guzzi Monoalbero 250 en hij werd tweede in die race, maar hij werd gediskwalificeerd omdat hij een niet-gehomologeerde bougie had gemonteerd. Dat leidde bijna tot een diplomatieke rel, omdat de Italiaanse merken toen al de volle steun van Benito Mussolini hadden. Dit werd bekend als "The Guzzi incident".
In 1929 lag hij aan de leiding in de Lightweight TT, maar hij moest met motorpech opgeven. In 1930 viel hij tijdens de training bij de Gooseneck waardoor hij niet aan de race kon deelnemen.

### Auto's
Al in 1927 was Pietro Ghersi naast motorcoureur ook al autocoureur. Veel motorcoureurs in Italië stapten in die periode over, zoals Nuvolari, Arcangeli, Ruggeri en Varzi. Ghersi werd in 1927 vijfde in de Mille Miglia met een OM. In 1930 won hij samen met Attilio Marinoni met een Alfa Romeo 6C 1750 GS de 24 uur van Spa-Francorchamps en samen met Franco Cortese werd hij vierde in de Mille Miglia. In maart 1933 richtte hij zijn eigen raceteam op, dat over een Bugatti Type 35, een Maserati monoposto en een 2,3 liter Alfa Romeo beschikte. In 1934 reed hij echter voor Scuderia Ferrari. In 1935 en 1936 racete hij met een privé Maserati 8CM. In 1937 nam hij aan weinig wedstrijden deel, maar in 1938 en 1939 reed hij voor "Scuderia Torino" met Alfa Romeo Grand Prix auto's en Maserati's. Daarna beëindigde hij zijn loopbaan.